# Vochysia riedeliana
Vochysia riedeliana är en tvåhjärtbladig växtart som beskrevs av Stafleu. Vochysia riedeliana ingår i släktet Vochysia och familjen Vochysiaceae. Inga underarter finns listade i Catalogue of Life.